# Самая красивая жена
«Самая красивая жена» (итал. La Moglie più bella) — итальянский художественный фильм режиссёра Дамиано Дамиани 1970 года.

## Сюжет
В основу сюжета положены реальные события из жизни сицилийки Франки Виолы. 26 декабря 1965 года отвергнутый жених Филиппо Мелодиа со своими двенадцатью друзьями похитил её и восемь дней силой удерживал в сельском доме, принуждая к браку.
Франка Виола была первой женщиной, отказавшейся от принудительного брака и ставшей символом гражданского роста Италии в послевоенный период и освобождения итальянских женщин.
Сицилия, 1960-е годы. 22-летний Вито Ювара, чтобы сделать карьеру в местной мафии, по совету своего дяди решил жениться. Его выбор пал на юную Франческу Чимарозу, дочь крестьянина. Франческе нравится Вито, однако его надменное поведение вскоре внушает ей отвращение. Когда Вито сообщает ей о своём решении, гордая сицилийка отказывает ему, потому что не желает быть только красивой игрушкой в его жизни. Вито жестоко мстит девушке и её семье, но и Франческа не остаётся в долгу: она подаёт карабинерам заявление об изнасиловании. Никто не встаёт на ее сторону: ни родители, для которых брак дочери с начинающим мафиозо способ вырваться из нищеты; ни её брат, ни население городка.

## Съёмочный процесс
Съёмки в основном проходили в Чинизи, некоторые сцены снимались в Партинико, Траппето, в руинах Гибеллины и Санта-Нинфы.

## Актёрский состав
Кинокартина стала дебютной для 14-летней Орнеллы Мути.
Режиссёр фильма — Дамиано Дамиани, который продолжил тему Сицилии спустя два года после успеха фильма «Il giorno della civetta».
Актёр Алессио Орано, сыгравший Вито Ювару, в 1975 году стал мужем Орнеллы Мути, брак продлился до 1981 года.

## В ролях
- Орнелла Мути — Франческа Чимароза
- Алессио Орано — Вито Ювара
- Тано Чимароза — Гаэтано Чимароза, отец Франчески
- Джо Сентьери — Поидомани, киллер
- Энцо (Винченцо) Андронико — адвокат Вито Ювара
- Америго Тот — дон Антонио Стелла, мафиозо
- Пьерлуиджи Апра — лейтенант карабинеров
- Сальваторе Баккаро — босс
- Сандро Арлотта — эпизод
- Диего Моррреаль — эпизод
- Мариэлла Пальмик — Клелия
- Джузеппе Лауричелла — дон Примо Ювара, мафиозо
- Жослин Мюнхенбах — Рита Мозумели
- Фортунато Арена — Пьеро Колозимо
- Сальваторе Москардини — гость на свадьбе Франчески и Вито
- Прасседе Ногара — эпизод
- Гаэтано Ди Лео — карабинер
- Франческо Транкина — капитан карабинеров
- Франко Марлетта — эпизод
- Джузеппе Намио — гость на свадьбе Франчески и Вито
- Винченцо Норвезе — Паскуале Аманта
- Джованна Ди Вита — эпизод
- Луиджи Урси — Доменико Аманта

## Критика
«Фильм показывает историю девушки, жизнь которой развивается стремительно, в соответствующей обстановке и атмосфере. Она пронизана социальным контекстом, который вдохновляет историю». ('Segnalazioni cinematografiche', vol. 68, 1970)
«Опираясь на фигуру девушки, история развивается без пауз, поддерживаемая сухим и необходимым языком, соответствующей обстановкой и атмосферой, примыкающей к социальному контексту, который вдохновляет историю». ('Segnalazioni cinematografiche', vol. 68, 1970)
Обозреватель Михаил Трофименков писал: «„Самую красивую жену“ поставил Дамиано Дамиани, недооценённый классик итальянского кино, блестяще работавший во всех жанрах. В конце 1960-х он обличал звериные сицилийские нравы, греша при этом некоторой прямолинейностью. 14-летняя Орнелла Мути сыграла девушку, на которой должен из „карьерных“ соображений жениться пробивающийся в паханы мафиози. Вроде бы и любовь между ними неподдельна, но для местных мачо лучшим способом эту любовь закрепить оказывается похищение и изнасилование своей избранницы. Публицистичность фильма искупает лишь то, что он основан на реальной, нашумевшей в 1965 году истории».